# نيسان ان في
نيسان ان في  (بالإنجليزية: Nissan NV)‏ هي سيارة من صناعة نيسان موتورز أنتجت في 2011.